# 冰島寬深海鮭
冰島寬深海鮭，為輻鰭魚綱水珍魚目小口兔鮭科的其中一種，為深海魚類，分布於東大西洋區，包括冰島、法羅群島與雪特蘭群島到葡萄牙；西北大西洋加拿大海域，棲息深度500-3237公尺，體長可達13公分，棲息在底層水域，以小型甲殼類為食，生活習性不明。